# اچ‌ام‌اس اکستر (۱۶۹۷)
اچ‌ام‌اس اکستر (۱۶۹۷) (به انگلیسی: HMS Exeter (1697)) یک کشتی بود که طول آن ۱۴۸ فوت (۴۵٫۱ متر) بود.